# Carol Rama

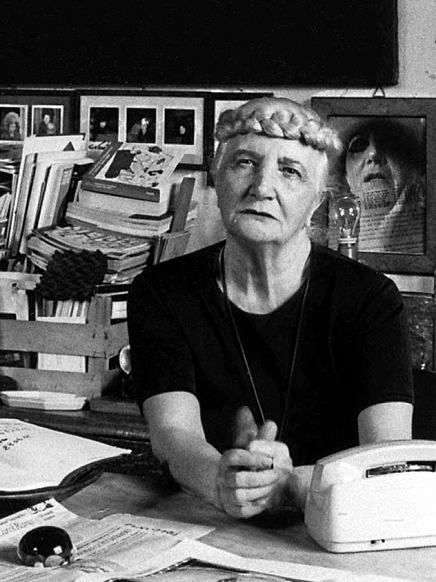
Carol Rama (etwa 1980)

Carol Rama (vollständiger Name: Olga Carol Rama; * 17. April 1918 in Turin; † 25. September 2015 ebenda) war eine italienische autodidaktische Künstlerin, die sich vorwiegend mit erotischen Motiven aus einer feministischen Perspektive heraus beschäftigte.

## Leben
Carol Rama wurde 1918 als jüngste Tochter eines Reifenfabrikanten geboren. Der Vater beging 1942 Suizid, nachdem sein Unternehmen gescheitert war. Carol Ramas Mutter musste sich in einer Psychiatrie in Behandlung begeben. Seit 1933 arbeitete Rama an ihren ersten Bildern. Später verarbeitete sie ihre Erfahrungen aus den Klinikbesuchen ihrer Mutter künstlerisch. 
In das Jahr 1940 fiel der Beginn einer lebenslangen Beziehung zum Maler Felice Casorati. Im Jahr 1945 wurde eine Ausstellung mit Aquarellen, die explizit sexuelle Inhalte zeigten, in der Galerie Faber in Turin durch die Polizei geschlossen, und die Bilder wurden beschlagnahmt. Seit 1946 pflegte sie eine enge Freundschaft zu dem Dichter Edoardo Sanguineti.
Im Jahr 1948 nahm sie erstmals an der Biennale in Venedig teil. 1950 erfolgte eine Zusammenarbeit mit der Gruppe Movimento Arte Concreta und entstanden Kontakte zu den Neo-Surrealisten wie Italo Cremona (1905–1979). 1970 begann sie mit dem Material Gummi zu arbeiten und traf namhafte Künstler wie Man Ray und Andy Warhol.
Im Jahr 1980 nahm sie an der Ausstellung „Die andere Hälfte der Avantgarde“ (1910–1940) im Palazzo Reale in Mailand teil. 1998 folgte eine Retrospektive im Stedelijk Museum, Amsterdam, und 2003 erhielt sie einen Goldenen Löwen für ihr Lebenswerk auf der Biennale Venedig.

## Werk

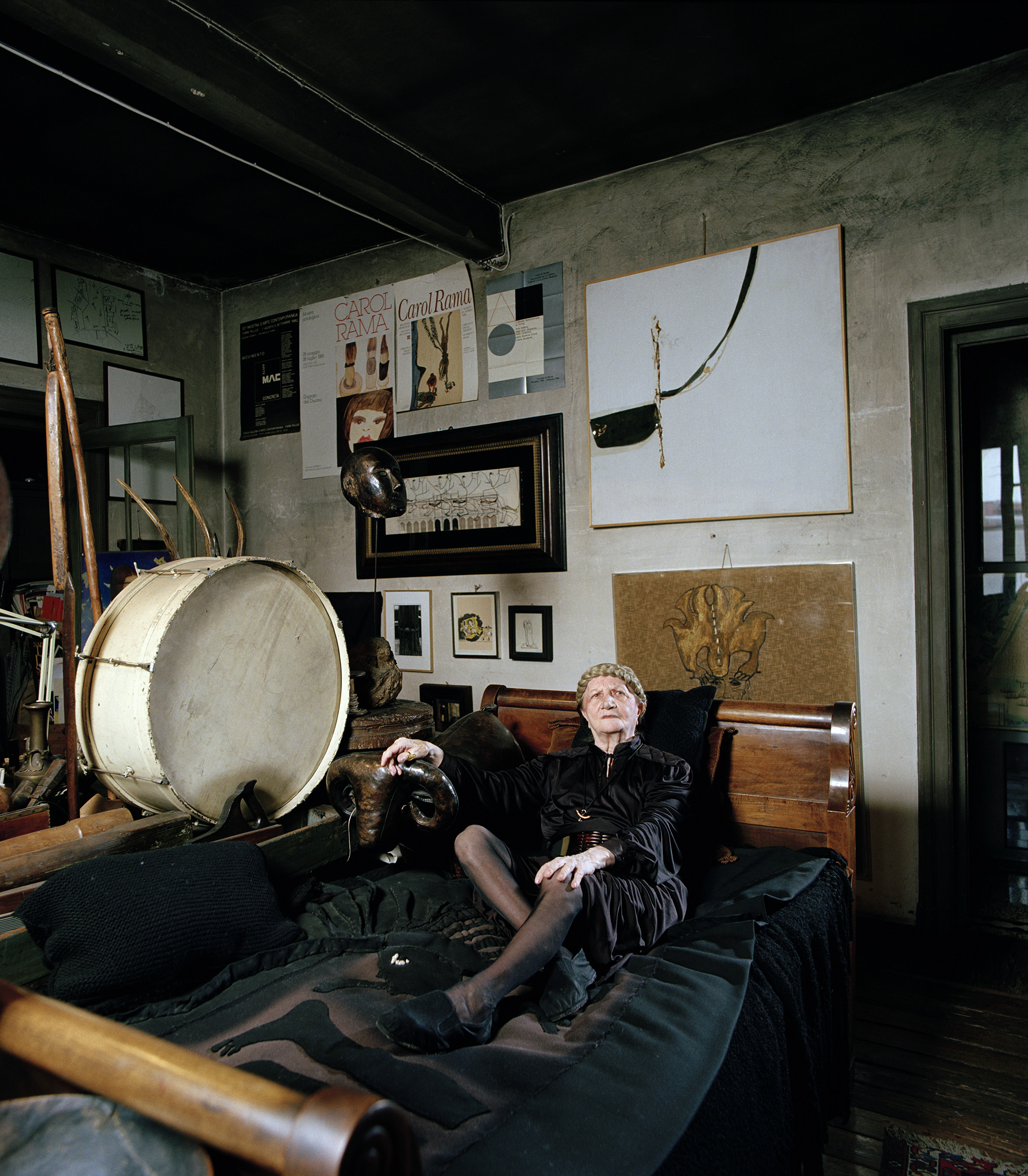
Carol Rama, fotografiert von Oliver Mark in ihrer Wohnung (2003)

Bekannt machten Carol Rama vor allem die surreal-erotischen Aquarelle ihrer Frühzeit. Sie entrüstete als Zwanzigjährige mit ihrer erotischen Aquarellserie Appassionata (auf Deutsch: Die Leidenschaftliche) das Publikum. Seit 1937 entstand eine eigene Ausdruckswelt drangsalierter Körper, während seit den 1970er Jahren Materialbilder entstanden, die voller phallischer Phantasien stecken. Ihre späteren Arbeiten zeigen eine stärkere Großzügigkeit in der Linienführung und der Komposition.
Ihre Kunst schöpfte sie aus seelischen Verletzungen, die sie in ihrer Kindheit erleiden musste. 
Die Fondazione Sandretto nahm mehr als 150 Werke von Carol Rama in ihre Sammlung auf. Im Jahr 2010 wurde die Associazione Archivio Carol Rama gegründet, die sich der Dokumentensammlung und Forschung zu Carol Rama widmet.
Carol Ramas Dachgeschosswohnung in der Via Napione 15 in Turin, in der sie über 70 Jahre lebte, war zugleich ihr Atelier. Seit 2019 ist sie als privates Museum allgemein zugänglich.

## Ausstellungen (Auswahl)
- 2004: Appassionata, Ulmer Museum/Galerie im Taxispalais, Innsbruck
- 2009: Autorattistartice, Ausstellung, Galerie Isabella Bortolozzi, Berlin
- 2012: Böse Zungen, Kunsthalle Düsseldorf
- 2014: Carol Rama and Danh Vo, Nottingham Contemporary, Nottingham, UK[4]
- 2015: La passion selon Carol Rama, Musée d’art moderne de la Ville de Paris, Retrospektive[5]
- 2024: Carol Rama. Rebellin der Moderne, Schirn Kunsthalle Frankfurt[6]